# Ignasi Ferrer i Carrió
Ignasi Ferrer i Carrió (Barcelona, 26 de desembre de 1848 - Barcelona, 28 de novembre de 1903) fou un escriptor i gramàtic català.

## Biografia
Ferrer es va llicenciar en Filosofia i lletres i professionalment es va consagrar a l'ensenyament. Va escriure a les revistes La Bandera Catalana, La Ilustració Catalana i Lo Gai Saber i va publicar obres relacionades amb el món de l'educació, bàsicament de la dona. Com a gramàtic va deixar les obres següents: Gramática catalana (1874), Ortografía de la lengua catalana (1879), Gramática histórica de las lenguas castellana y catalana (1882) i Gramática de la llengua catalana segons los principis que informan la gramática histórica (1896).